# پارک ملی مون-ترامبلان
پارک ملی مون-ترامبلان (به فرانسوی: Parc national du Mont-Tremblant) از پارک‌های ملی در استان کبک در کشور کانادا است.
«پیست اسکی مون-ترامبلان» در محدوده پارک ملی مون-ترامبلان واقع شده‌است.

## نگارخانه

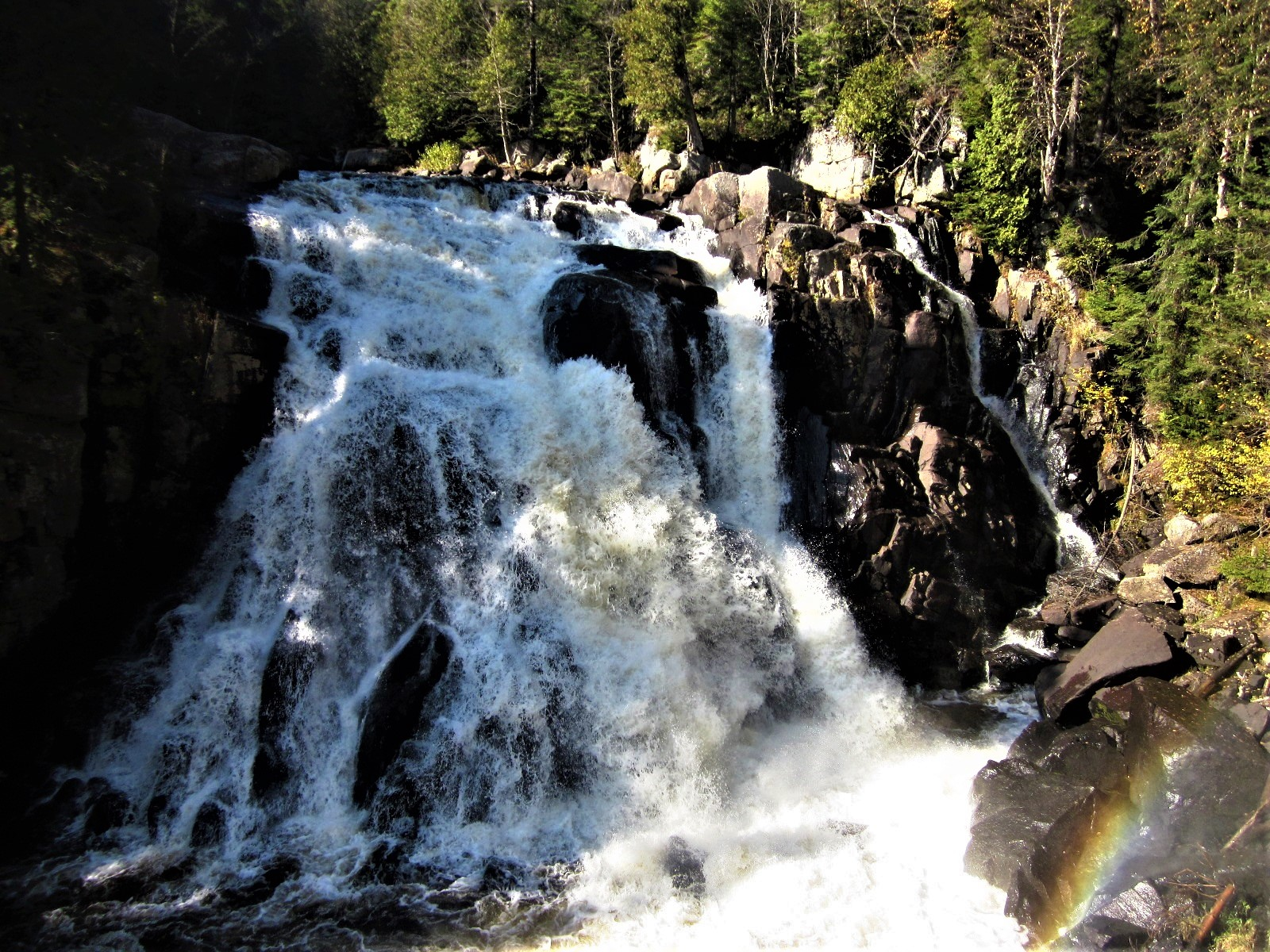
ابشار شیطان
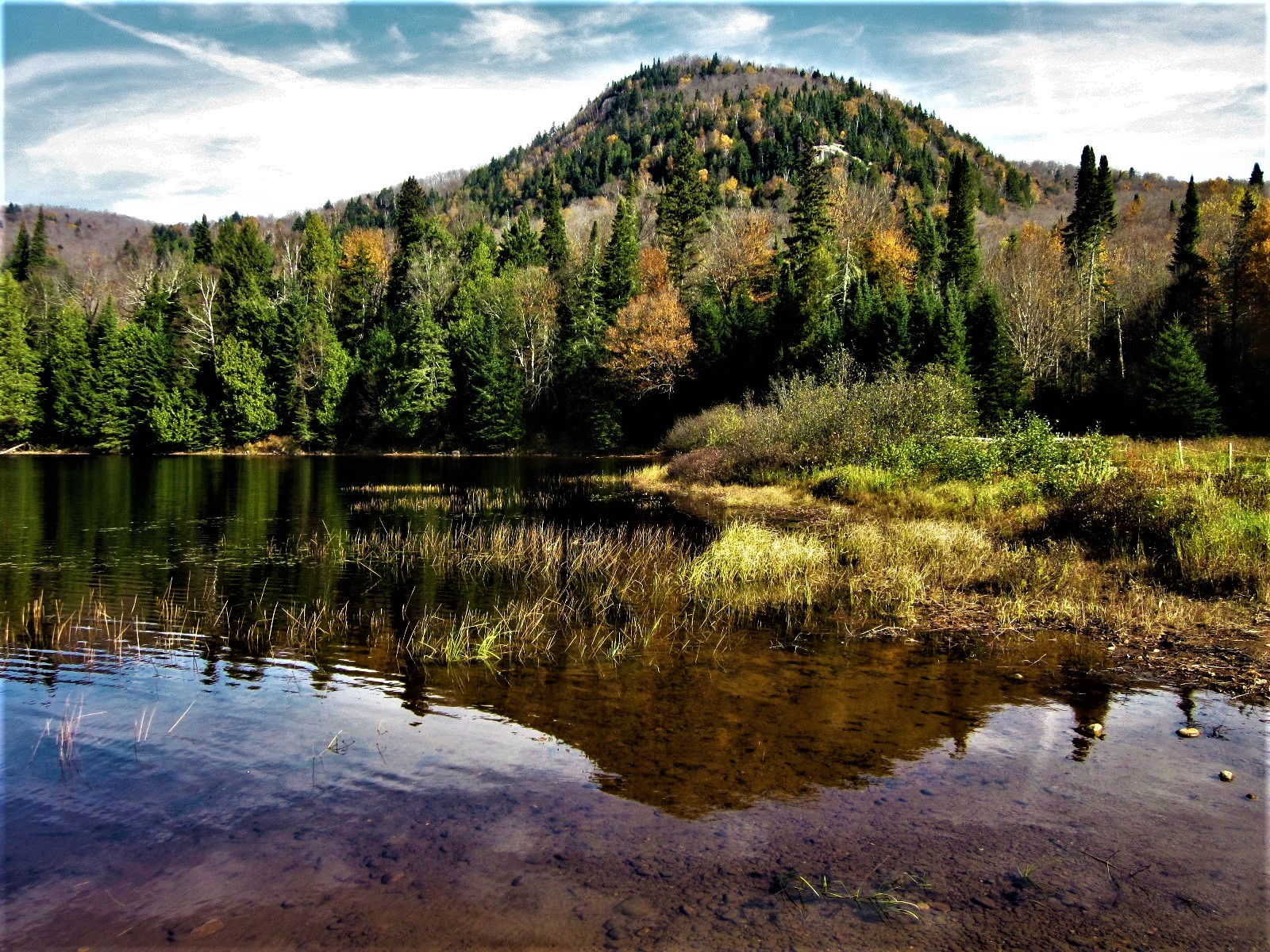
دریاچه مونرو
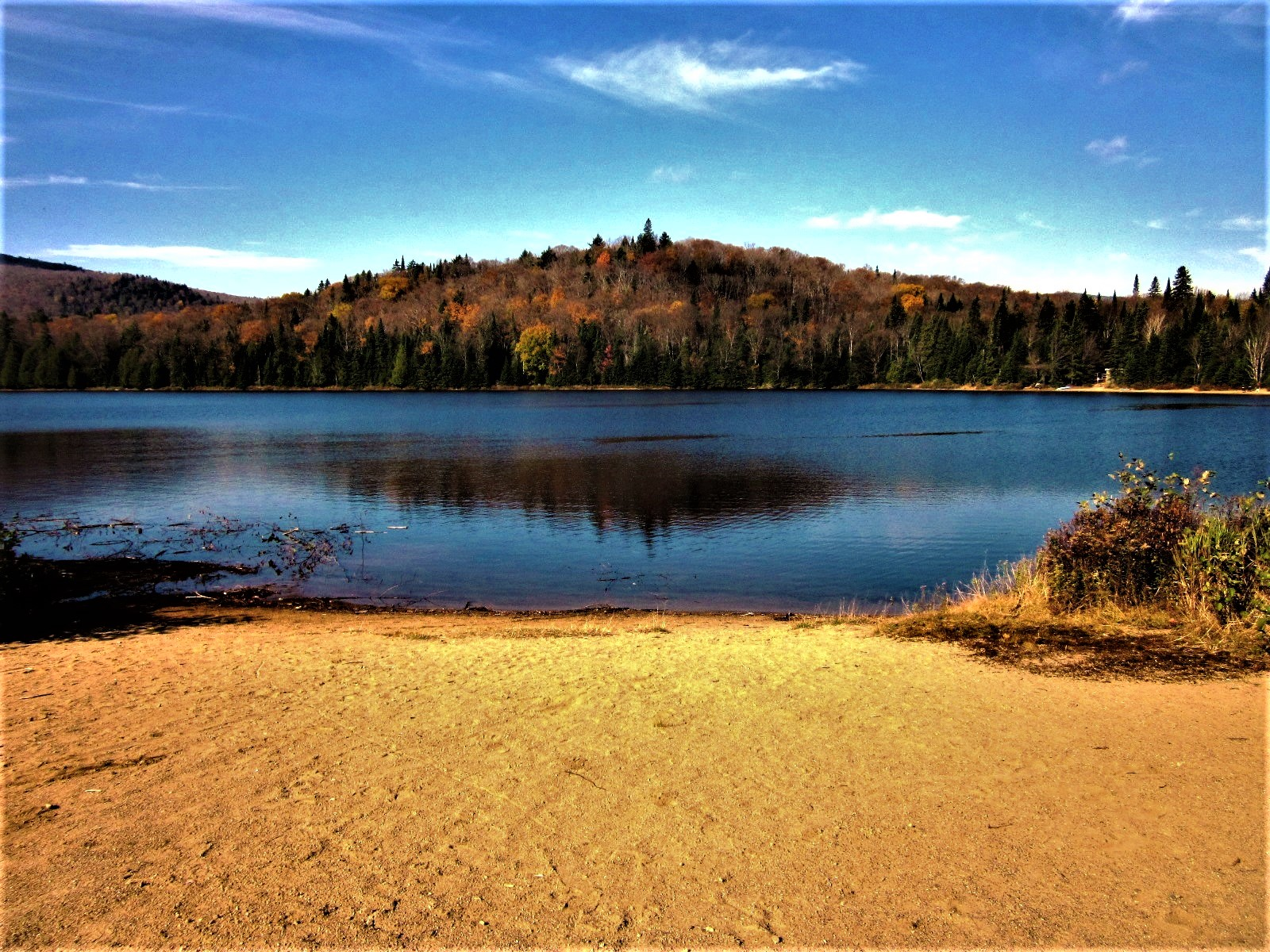
پارک ملی مون-ترامبلان